# Tournoi d'échecs de la Costa del Sol
Le tournoi d'échecs de la Costa del Sol est une compétition d'échecs organisée chaque année de 1961 à 1981, habituellement en février, à Torremolinos, Malaga ou Fuengirola (les principales villes de la Costa del Sol).

## Multiples vainqueurs
3 victoires
- Arturo Pomar (en 1961, 1964 et 1971)
- Albéric O'Kelly (en 1963, 1966 et 1967)
- Pal Benko (en 1969, 1970 et 1973)

2 victoires
- Borislav Ivkov (en 1968 et 1969)
- Miguel Quinteros (en 1973 et 1975)
- Juan Manuel Bellón López (en 1975 et 1978)

## Palmarès
| Édition Année | Édition Année | Vainqueur(s)                                                  | Deuxième(s)                               | Troisième(s)                                         | Joueurs | Lieu                   |
| ------------- | ------------- | ------------------------------------------------------------- | ----------------------------------------- | ---------------------------------------------------- | ------- | ---------------------- |
| 1             | 1961          | Svetozar Gligorić Arturo Pomar                                |                                           | Miguel Najdorf                                       | 12      | Torremolinos           |
| 2             | 1962          | Bruno Parma László Szabó Francisco José Pérez                 |                                           |                                                      | 12      | Torremolinos           |
| 3             | 1963          | Albéric O'Kelly                                               | Bruno Parma Lothar Schmid                 |                                                      | 12      | Torremolinos ou Malaga |
| 4             | 1964          | Arturo Pomar                                                  | Levente Lengyel Lajos Portisch            |                                                      | 12      | Torremolinos ou Malaga |
| 5             | 1965          | Antonio Medina                                                | Franciscus Kuijpers Albéric O'Kelly       |                                                      | 12      | Malaga                 |
| 6             | 1966          | Eleazar Jiménez Albéric O'Kelly                               |                                           | Rafael Sabondo                                       | 12      | Malaga                 |
| 7             | 1967          | Albéric O'Kelly                                               | Arturo Pomar                              | Fernando Visier Stefano Tatai Heinz Lehmann          | 12      | Malaga                 |
| 8             | 1968          | Borislav Ivkov Dražen Marović                                 |                                           | Arturo Pomar Fernando Visier Bernard Zuckerman       | 12      | Malaga                 |
| 9             | 1969          | Pal Benko Borislav Ivkov                                      |                                           | Levente Lengyel Antonio Medina Arturo Pomar          | 15      | Malaga                 |
| 10            | 1970          | Pal Benko Bojan Kurajica                                      |                                           | Walter Browne Stefano Tatai                          | 16      | Malaga                 |
| 11            | 1971          | Arturo Pomar                                                  | Arthur Bisguier                           | Pal Benko Victor Ciocaltea                           | 15      | Malaga                 |
| 12            | 1972          | Hans-Joachim Hecht                                            | Walter Browne                             | William Martz                                        | 12      | Malaga                 |
| 13            | 1973          | Miguel Quinteros Pal Benko                                    |                                           | Florin Gheorghiu                                     | 14      | Torremolinos           |
| 14            | 1974          | Florin Gheorghiu Eugenio Torre                                |                                           | William Lombardy Heikki Westerinen                   | 14      | Torremolinos           |
| 15            | 1975          | Ivan Radulov Miguel Quinteros Raymond Keene Juan Bellon Lopez |                                           |                                                      | 14      | Torremolinos           |
| 16            | 1976          | Robert Byrne                                                  | Larry Christiansen                        | Florin Gheorghiu                                     | 14      | Torremolinos           |
| 17            | 1977          | Larry Christiansen                                            | Robert Byrne                              | Victor Ciocaltea Juan Garcia Padron Florin Gheorghiu | 14      | Torremolinos           |
| 18            | 1978          | Juan Bellon Lopez                                             | Francisco Sanz Ulf Andersson              |                                                      | 12      | Torremolinos           |
| 19            | 1979          | Angel Martin Oscar Castro Rojas Nikola Padevsky               |                                           |                                                      | 12      | Fuengirola             |
| 20            | 1980          | Yasser Seirawan                                               | Orestes Rodriguez Juan Bellon             |                                                      | 11      | Torremolinos           |
| 21            | 1981          | Mikhaïl Tal                                                   | Dražen Marović Borislav Ivkov Istvan Csom |                                                      | 12      | Malaga                 |
| 22            | 1982          | ??                                                            |                                           |                                                      |         |                        |
| 23            | 1983          | Manuel Rivas Pastor                                           | Borislav Ivkov Juan Bellón                |                                                      | 10      | Malaga                 |
| 24            | 1984          | Ricardo Calvo                                                 |                                           |                                                      | 12      |                        |
| 25            | 1985          | Manuel Rivas Pastor                                           |                                           |                                                      | 12      |                        |
| 26            | 1986          | Tamaz Guéorgadzé                                              |                                           |                                                      |         |                        |
| 27            | 1987          | Mark Hebden                                                   |                                           |                                                      |         |                        |